# František Jež
František Jež (n. 16 decembrie 1970, Valašské Meziříčí⁠(d), Republica Socialistă Cehă, Cehoslovacia) este un săritor cu schiurile ce a reprezentat Cehia, medaliat olimpic. A participat la 2 ediții ale Jocurilor Olimpice (1992, 1998) în care a câștigat o medalie de bronz.